# Macrocera nigricoxa
Macrocera nigricoxa är en tvåvingeart som beskrevs av Johannes Winnertz 1863. Macrocera nigricoxa ingår i släktet Macrocera och familjen platthornsmyggor. Inga underarter finns listade i Catalogue of Life.